# Comuna Petreu, Bihor
Petreu (în maghiară Monospetri) este o comună în județul Bihor, Crișana, România, formată din satele Abrămuț, Crestur, Făncica și Petreu (reședința).
Până în decembrie 2022, a purtat numele de Abrămuț, după satul în care a avut reședința la acea dată.

## Demografie
Componența etnică a comunei Petreu
     Maghiari (50,06%)
     Români (30%)
     Romi (17,4%)
     Alte etnii (0,58%)
     Necunoscută (1,95%)
Componența confesională a comunei Petreu
     Romano-catolici (36,82%)
     Reformați (23,9%)
     Ortodocși (22,95%)
     Greco-catolici (7,47%)
     Baptiști (4,22%)
     Penticostali (1,2%)
     Alte religii (1,1%)
     Necunoscută (2,34%)
Conform recensământului efectuat în 2021, populația comunei Petreu se ridică la 3.080 de locuitori, în creștere față de recensământul anterior din 2011, când fuseseră înregistrați 3.071 de locuitori. Majoritatea locuitorilor sunt maghiari (50,06%), cu minorități de români (30%) și romi (17,4%), iar pentru 1,95% nu se cunoaște apartenența etnică. Din punct de vedere confesional, cei mai mulți locuitori sunt romano-catolici (36,82%), cu minorități de reformați (23,9%), ortodocși (22,95%), greco-catolici (7,47%), baptiști (4,22%) și penticostali (1,2%), iar pentru 2,34% nu se cunoaște apartenența confesională.

## Politică și administrație
Comuna Petreu este administrată de un primar și un consiliu local compus din 13 consilieri. Primarul, Barna Barcui[*], de la Uniunea Democrată Maghiară din România, este în funcție din 2000. Începând cu alegerile locale din 2024, consiliul local are următoarea componență pe partide politice:
|  | Partid                                 | Consilieri | Componența Consiliului | Componența Consiliului | Componența Consiliului | Componența Consiliului | Componența Consiliului | Componența Consiliului | Componența Consiliului | Componența Consiliului | Componența Consiliului |
|  | -------------------------------------- | ---------- | ---------------------- | ---------------------- | ---------------------- | ---------------------- | ---------------------- | ---------------------- | ---------------------- | ---------------------- | ---------------------- |
|  | Uniunea Democrată Maghiară din România | 9          |                        |                        |                        |                        |                        |                        |                        |                        |                        |
|  | Partidul Social Democrat               | 2          |                        |                        |                        |                        |                        |                        |                        |                        |                        |
|  | Partidul Național Liberal              | 2          |                        |                        |                        |                        |                        |                        |                        |                        |                        |

## Atracții turistice
- Biserica reformată din satul Abrămuț, construcție 1643, monument istoric
- Ruinele bisericii vechi din satul Crestur, construcție secolul al XV-lea, monument istoric
- Ruinele cetății medievale de la Petreu
- Situl arheologic de la Crestur

## Personalități născute aici
- Gavril Maghiar (1926 - 2005), sportiv la tir.